# GET-ligaen
GET-Ligaen je norveški najviši razred natjecanja u hokeju na ledu. 
Liga se prije zvala 1. divisjon (1. divizija) do 1990., a onda je reorganizirana i preimenovana u Eliteserien. To je ime nosila do 2004., kada je kabelska TV tvrtka UPC postala glavnim pokroviteljem. Tvrtka UPC je kasnije promijenila svoje ime u GET 2006. godine, a sukladno tome i natjecanje je promijenilo ime.
U ligi sudjeluje 10 momčadi, većinom iz jugoistočnog dijela Norveške. Igra se u regularnom dijelu 44 kola, a najboljih osam na ljestvici nastavlja trku za prvaka sudjelovanjem u doigravanju. 
Zadnje dvije momčadi na ljestvici razigravaju s dvije prvoplasirane momčadi iz 1. divizije (niža razina) za moći igrati iduće sezone u GET-Ligi.

## Sezona2006/07.
U ovoj sezoni, sudjeluju momčadi I.K. Comet (Halden), Frisk Tigers (Asker), Furuset I.F. (Oslo), Lillehammer I.K., Sparta Warriors (Sarpsborg), Stavanger Oilers, Stjernen (Fredrikstad), Storhamar Hockey (Hamar), Trondheim Black Panthers i Vålerenga Ishockey (Oslo).